# Radio Songs
Radio Songs (do 2014: Hot 100 Airplay) – jedna z wielu list przebojów opracowywanych regularnie przez amerykański magazyn muzyczny Billboard. Mierzy częstotliwość nadawania poszczególnych piosenek na antenach stacji radiowych i wraz z Hot 100 Singles Sales i Hot Digital Songs stanowi trzy siostrzane notowania, które kształtują zestawienia Billboard Hot 100. Notowanie jest jednym z niewielu, które nie jest oficjalnie archiwizowane przez Billboard. Jednocześnie Radio Songs jest ważne dla artystów, ponieważ przewiduje ono możliwość odniesienia komercyjnego sukcesu piosenki jeszcze przed wydaniem singla. Lista nabrała nowego znaczenia, gdy 5 grudnia 1998 roku stała się jednym z komponentów Billboard Hot 100.
Radio Songs przedstawia 100 najczęściej granych na antenach radiowych piosenek. Na liście znaleźć się mogą wszystkie utwory, które są nadawane przez stacje radiowe, monitorowane przez Billboard. Obecnie z magazynem współpracuje niemal 1000 stacji radiowych.
Piosenki często obecne są na Radio Songs, podczas gdy nie są brane pod uwagę w innych notowaniach, ponieważ w większości przypadków zanim single ukażą się w sklepach, są emitowane przez stacje radiowe. Oznacza to, że utwory mogą plasować się w zestawieniu Radio Songs, ale jeśli nie ukazały się jako single, nie są brane pod uwagę w notowaniach Billboard Hot 100. Tym samym piosenki „Don't Speak” No Doubt, „Lovefool” The Cardigans, „Torn” Natalie Imbruglii i „Basket Case” Green Day, mimo iż cieszyły się dużym zainteresowaniem i zajęły wysokie miejsca na Radio Songs, nie były uwzględniane na Billboard Hot 100.

## Rekordy

### Najwyższy debiut
Piosenka Madonny „Erotica” ustanowiła rekord w 1992 roku, kiedy zadebiutowała na miejscu #2 Hot 100 Airplay.

### Liczba tygodni na szczycie
Rekord pod względem liczby tygodni spędzonych na miejscu #1 notowania należy do piosenki „Iris” Goo Goo Dolls, która w 1998 roku na szczycie przebywała 18 tygodni.
18 tygodni:
- Goo Goo Dolls – „Iris” (1998)

16 tygodni:
- No Doubt – „Don't Speak” (1996–1997)
- Mariah Carey – „We Belong Together” (2005)

14 tygodni:
- Céline Dion – „Because You Loved Me” (1996)
- Alicia Keys – „No One” (2007–2008)

13 tygodni:
- Boyz II Men – „End Of The Road” (1992)
- Ace of Base – „The Sign” (1994)
- Mariah Carey feat. Boyz II Men – „One Sweet Day” (1995–1996)
- Donna Lewis – „I Love You Always Forever” (1996)
- TLC – „No Scrubs” (1999)

12 tygodni:
- Boyz II Men – „I'll Make Love To You” (1994)
- Nelly feat. Kelly Rowland – „Dilemma” (2002)
- Usher feat. Lil Jon & Ludacris – „Yeah!” (2004)

11 tygodni:
- Whitney Houston – „I Will Always Love You” (1992–1993)
- Mariah Carey – „Dreamlover” (1993)
- Boyz II Men – „On Bended Knee” (1994–1995)
- Natalie Imbruglia – „Torn” (1998)
- Eminem – „Lose Yourself” (2002–2003)
- Mario – „Let Me Love You” (2005)
- Beyoncé – „Irreplaceable” (2006–2007)

10 tygodni:
- Mariah Carey – „Someday” (1991)
- Janet Jackson – „That's The Way Love Goes” (1993)
- Mariah Carey – „Hero” (1993–1994)
- Seal – „Kiss From A Rose” (1995)
- Céline Dion – „My Heart Will Go On” (1998)
- Usher – „U Got It Bad” (2001–2002)
- Ashanti – „Foolish” (2002)

### Najwięcej emisji w trakcie jednego tygodnia
Piosenka „We Belong Together” Mariah Carey ustanowiła rekord pod względem liczby nadań utworów przez stacje radiowe w trakcie jednego tygodnia; piosenka została wyemitowana 223 miliony razy. Ostatecznie piosenka została wyprzedzona przez piosenkę „Blurred Lines" Robina Thicke, które odtworzyło przez tydzień 254 milionów razy.

### Najwięcej emisji w trakcie jednego dnia
Piosenka „We Belong Together” Mariah Carey ustanowiła rekord pod względem liczby nadań utworów przez stacje radiowe w trakcie jednego dnia; piosenka została wyemitowana niemal 33 miliony razy.